# Amphiodia vicina
Amphiodia vicina is een slangster uit de familie Amphiuridae.
De wetenschappelijke naam van de soort werd in 1940 gepubliceerd door Hubert Lyman Clark.